# American Center (Paris)
Das American Center war eine französische Kulturstiftung und -einrichtung in Paris.
Die Verantwortlichen des aus US-amerikanischem Privatvermögen gestifteten, ursprünglich im 14. Arrondissement florierenden Kunst- und Kulturzentrums beauftragten Frank O. Gehry mit dem Entwurf eines neuen Gebäudes, das in den Jahren von 1988 bis 1994 am Rand des Parc de Bercy 12. Arrondissement (Paris) entstand.
Das American Center ging nach dem Umzug in Konkurs und verkaufte das Gebäude im Jahr 1996.
Heute befindet sich darin das Filminstitut Cinémathèque française, dem ein Filmmuseum und ein Kino angeschlossen sind.